# Сонячне затемнення 4 грудня 2021 року
Сонячне затемнення 4 грудня 2021 року — повне сонячне затемнення 152 сароса, максимальну фазу якого можна буде спостерігати в Антарктиді.
Сонячне затемнення відбувається, коли Місяць проходить між Землею і Сонцем, тим самим повністю або частково затемнюючи зображення Сонця для спостерігача на Землі.
Повне сонячне затемнення відбувається, коли видимий діаметр Місяця перевищує сонячний, блокуючи потік всього прямого сонячного світла, перетворюючи день у темряву. Цей процес відбувається на вузькій ділянці (смузі) на поверхні Землі. Часткове ж сонячне затемнення відбувається в навколишньому регіоні – з обох сторін від смуги повного сонячного затемнення – шириною в тисячі кілометрів.

## Процес
Це сонячне затемнення являє собою повторення через сарос повного сонячного затемнення 23 листопада 2003 року. Наступне затемнення даного саросу відбудеться 15 грудня 2039 року.
Затемнення 4 грудня 2021 року буде незвичним, оскільки шлях повного затемнення рухатиметься зі сходу на захід через Західну Антарктиду, тоді як більшість шляхів затемнення відбуваються із заходу на схід. Цей зворотній напрямок затемнення можливий лише в полярних регіонах.
Смуга повної фази затемнення почнеться в південній частині акваторії Атлантичного океану на схід від Фолклендських (Мальвінських) островів в точці з координатами приблизно 52° пд. ш. 51° зх. д. / 52° пд. ш. 51° зх. д. Звідти тінь Місяця попрямує спочатку в південно-східному, а потім в південному напрямку, ввійшовши в атлантичний сектор Південного океану і через море Ведделла вступить в Антарктиду. Перед вступом до Антарктиди в точці з координатами 76°48′ пд. ш. 46°12′ зх. д. / 76.800° пд. ш. 46.200° зх. д. (море Ведделла) в 7 г. 34 хв. 38 с. за Всесвітнім часом настане найбільша фаза затемнення. В Антарктиді смуга повного затемнення пройде через шельфовий льодовик Ронне, змінюючи свій напрямок на західний, а далі на північно-західний, пройшовши через Землю Мері Берд і на захід від мису Дарт вийде в тихоокеанський сектор Південного океану, де і закінчиться в точці з координатами приблизно 66°30′ пд. ш. 135°00′ зх. д. / 66.500° пд. ш. 135.000° зх. д.
Окремі фази затемнення буде видно у всій Антарктиді, на півдні Африки, на крайньому південному сході Австралії (штат Вікторія і острів Тасманія) і в південних частинах акваторій Атлантичного, Індійського і Тихого океанів.

## Пов'язані затемнення

### Затемнення 2021 року
- Повне місячне затемнення 26 травня
- Кільцеве сонячне затемнення 10 червня
- Часткове місячне затемнення 19 листопада
- Повне сонячне затемнення 4 грудня 2021 року

### Сонячний сарос152
- Попереднє: Сонячне затемнення 23 листопада 2003 року
- Наступне: Сонячне затемнення 15 грудня 2039 року